# Stephen Dillane
Stephen Dillane, född 27 mars 1957 i Kensington i London, är en brittisk skådespelare.
Dillane är bland annat känd för att ha porträtterat den amerikanske presidenten Thomas Jefferson i miniserien John Adams (2008) från HBO samt för att mellan 2012 och 2015 ha spelat Stannis Baratheon i TV-serien Game of Thrones. För rollen som Thomas Jefferson nominerades Dillane 2008 till en Emmy Award i kategorin Bästa manliga biroll i en miniserie. Dillane har också i stora utsträckning spelat teater och år 2000 vann han en Tony Award i kategorin Bästa manliga skådespelare för sin insats i pjäsen The Real Thing av Tom Stoppard.
Han är far till skådespelaren Frank Dillane.

## Filmografi i urval
- 1990 – Hamlet
- 1992 – Frankie's House
- 1996 – Stolen Hearts
- 1997 – Välkommen till Sarajevo
- 1998 – Det grymma landet
- 2000 – Anna Karenina (TV-serie)
- 2001 – Spy Game
- 2002 – The Gathering
- 2002 – Timmarna
- 2004 – King Arthur
- 2004 – Haven
- 2005 – The Greatest Game Ever Played
- 2005 – Nio liv
- 2005 – Goal!
- 2006 – Klimt
- 2008 – John Adams (TV-serie)
- 2011–2015 – Game of Thrones (TV-serie)
- 2012 – Hunted (TV-serie)
- 2012 – Zero Dark Thirty
- 2013 – The Tunnel (TV-serie)
- 2017 – Darkest Hour
- 2018 – Outlaw King
- 2020 – Alex Rider (TV-serie)
- 2021 – Vigil (TV-serie)